# 貝克 (伊利諾伊州)
貝克（英語：Baker）是位於美國伊利諾伊州拉薩爾縣的一個非建制地區。該地的面積和人口皆未知。

## 地理
貝克的座標為41°33′20″N 88°48′40″W / 41.55556°N 88.81111°W，而該地的平均海拔高度為205米（即673英尺）。